# Газопровідна вулиця (Київ)
Газопрові́дна ву́лиця — вулиця в Подільському і Святошинському районах м. Києві, місцевість Берковець. Пролягає від вулиці Стеценка до Великої кільцевої дороги.
Прилучаються проспект Європейського Союзу, вулиці Синьоозерна, Плодова. Частина вулиці проходить через садово-дачні ділянки «Берковець». За генеральним планом міста, в ході нової житлової забудови, вулиця утворить два нових перехрестя із вулицями Генерала Грекова та Олександра Олеся.

## Історія
Вулиця виникла в 1950-ті роки під назвою Нова. Сучасна назва — з 1958 року, тому що вулиця розташована вздовж газопроводу.